# Tychios (Töpfer)
Tychios (altgriechisch Τυχίος) war ein griechischer Töpfer, tätig in Athen im letzten Viertel des 6. Jahrhunderts v. Chr.
Er ist nur durch seine Signatur auf der Lippe einer schwarzfigurigen Hydria gefunden in Tarquinia, heute in Triest, Civico Museo di Storia ed Arte S 405, bekannt.